# 東長岡町
東長岡町は、群馬県太田市にある地名で、郵便番号は373-0812である。

## 概要
韮川地区にある地名である。

### 近隣地名
- 東金井町
- 熊野町
- スバル町
- 新島町
- 内ケ島町
- 下小林町
- 石原町
- 台之郷町

## 世帯数と人口
現在の世帯数と人口は以下の通りである。
| 町丁     | 世帯数   | 人口   |
| -------- | -------- | ------ |
| 東長岡町 | 2388世帯 | 4954人 |

## 交通

### 鉄道
南部を東武伊勢崎線が通っている。町内に鉄道駅はない。

### 道路
- 国道122号

## 施設
- 太田医療技術専門学校
- 太田東保育園

- 太田市HP|韮川地区